# یواس‌اس ماربلهد (۱۸۶۱)
یواس‌اس ماربلهد (۱۸۶۱) (به انگلیسی: USS Marblehead (1861)) یک کشتی بود که طول آن ۱۵۸ فوت (۴۸ متر) بود. این کشتی در سال ۱۸۶۱ ساخته شد.